# Chamusca e Pinheiro Grande
Chamusca e Pinheiro Grande (llamada oficialmente União das Freguesias de Chamusca e Pinheiro Grande) es una freguesia portuguesa del municipio de Chamusca, distrito de Santarém.

## Historia
Fue creada el 28 de enero de 2013 en aplicación de una resolución de la Asamblea de la República de Portugal promulgada el 16 de enero de 2013con la unión de las freguesias de Chamusca y Pinheiro Grande, pasando su sede a estar situada en la antigua freguesia de Chamusca.

## Demografía
| Gráfica de evolución demográfica de Chamusca e Pinheiro Grande entre 2011 y 2021 |
|                                                                                  |
| Datos según el nomenclátor publicado por el INE portugués.                       |